# Tanel Kiik
Tanel Kiik (ur. 23 stycznia 1989 w Tallinnie) – estoński polityk, działacz Estońskiej Partii Centrum, minister spraw społecznych (2019–2021), minister zdrowia i pracy (2021–2022).

## Życiorys
W 2016 ukończył studia z zakresu zarządzania przedsiębiorstwem i projektami na Uniwersytecie w Tartu. Związany z Estońską Partią Centrum, w latach 2007–2009 pracował w jej strukturach. Od 2010 do 2012 zatrudniony w przedsiębiorstwach branży nieruchomości. Objął następnie funkcję asystenta wiceprzewodniczącego Zgromadzenia Państwowego. W latach 2016–2019 był dyrektorem biura premiera Jüriego Ratasa. W kwietniu 2019 powołany na ministra spraw społecznych w drugim rządzie lidera centrystów. W styczniu 2021 w nowo utworzonym gabinecie Kai Kallas przeszedł na stanowisko ministra zdrowia i pracy. Zakończył urzędowanie w czerwcu 2022. W tym samym roku został zastępcą burmistrza Tallinna.
W wyborach w 2023 uzyskał mandat posła do Zgromadzenia Państwowego.
W styczniu 2024 przeszedł do Partii Socjaldemokratycznej.

## Odznaczenia
- Medal Rady Bałtyckiej – 2020[8]